# Operation Atlantis

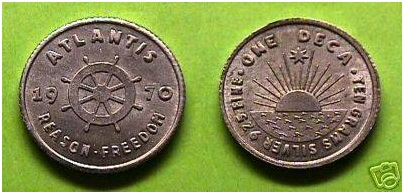
Deca, la moneda Atlantis III (1968-1973)

Operation Atlantis o Atlantis Project era un proyecto, encabezado por Werner Stiefel, con la intención de establecer una micronación libertaria en aguas internacionales. La operación estableció para ello por el lanzamiento de un barco de ferro-cemento en el río Hudson, en diciembre de 1971, que fue puesto a prueba en una zona cerca de las Bahamas. Después de alcanzar su destino finalmente se hundió en un huracán.